# Jacinto Saldise Barreneche
Jacinto Saldise Barreneche (1909 - 1996) fou un empresari navarrès conegut per haver estat president del Club Atlètic Osasuna des de 1959 fins a 1970.
El 1959 va ser designat president del Osasuna, després d'haver format part de la direcció els cinc anys anteriors com a directiu, dos anys i com a vicepresident, tres anys. Va ocupar el càrrec de president durant més d'una dècada fins a 1970, i fou succeït pel membre de la seva junta directiva Emilio García Ganuza. La seva presidència va ser la més longeva de la història del club fins a l'arribada de Fermín Ezcurra.
Durant el seu mandat es va construir l'estadi El Sadar el 1967.